# Alstroemeria sabulosa
Alstroemeria sabulosa là một loài thực vật có hoa trong họ Alstroemeriaceae. Loài này được Ravenna miêu tả khoa học đầu tiên năm 1988.